# Religionen im Osmanischen Reich

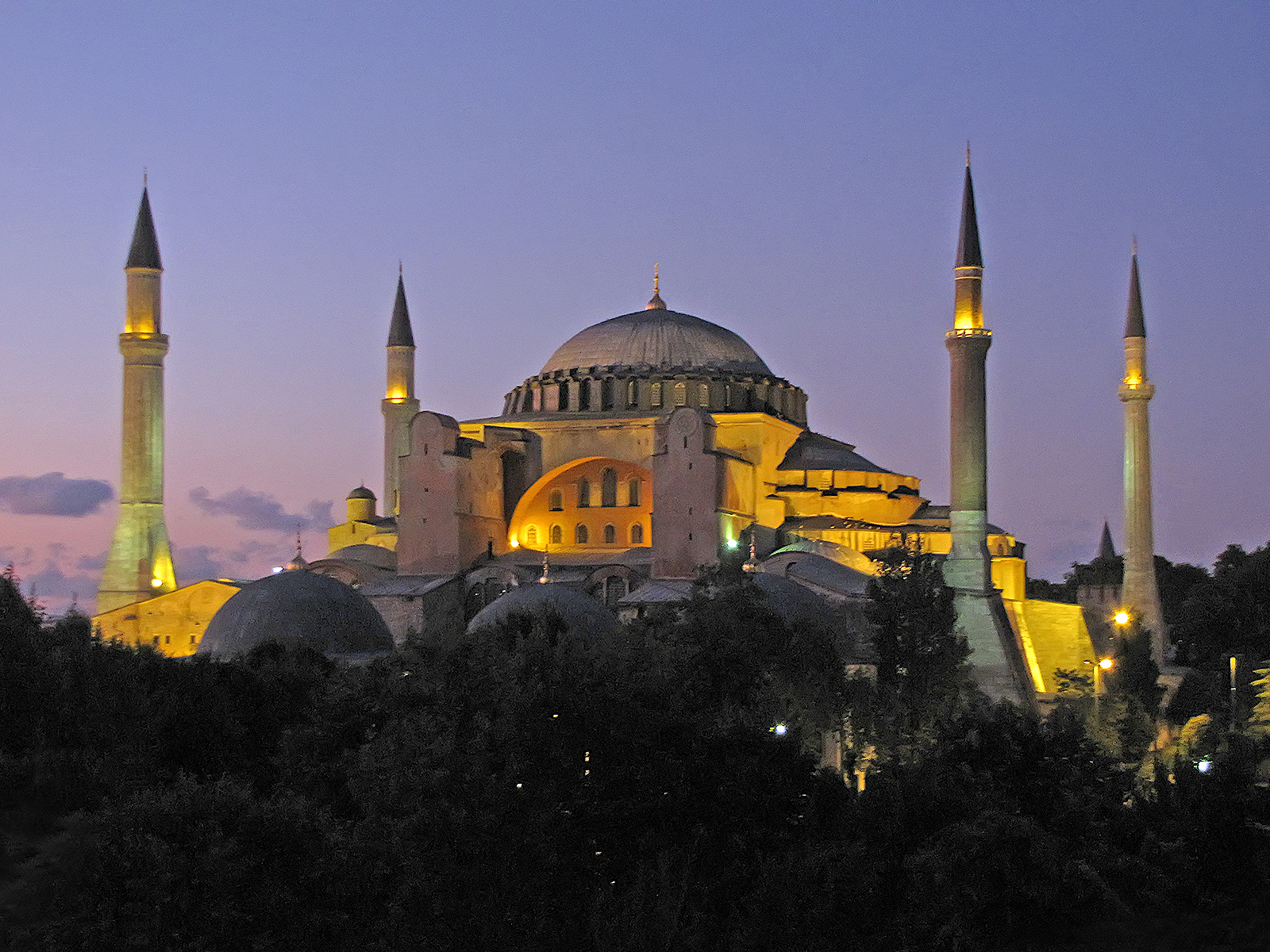
Hagia Sophia in Istanbul

Die Religionen im Osmanischen Reich spielten eine zentrale Rolle in der Gesellschaft, Kultur und Politik des über 600 Jahre bestehenden Staates.
Als ein multiethnisches und multireligiöses Imperium umfasste das Osmanische Reich eine Vielzahl von Glaubensrichtungen, darunter den Islam, das Christentum und das Judentum. Der sunnitische Islam war die dominierende Religion und prägte die rechtlichen und sozialen Strukturen des Reiches, insbesondere durch die Anwendung des Scharia-Rechts. Ab dem frühen 16. Jahrhundert etablierte sich der osmanische Islam zur Staatsreligion.
Gleichzeitig gewährte das Osmanische Reich den nicht-muslimischen Gemeinschaften, mit dem sogenannten „Millet-System“, ein gewisses Maß an Autonomie und die Möglichkeit, ihre religiösen Praktiken und Traditionen gegen Steuerleistungen, der Dschizya (osmanisch جزيه cizye) zu bewahren. Diese religiöse Pluralität trug zur kulturellen Vielfalt und zur sozialen Dynamik des Reiches bei, während sie auch Herausforderungen und Spannungen in der interreligiösen Beziehungen mit sich brachte.

## Bedeutung der Religion im Verlauf der Geschichte

### Entwicklung des Islams in Anatolien
Schon vor der osmanischen Zeit war das vormals byzantinisch-orthodoxe Anatolien, das in der zweiten Hälfte des 11. Jahrhunderts durch die muslimischen Seldschuken erobert wurde, einem starken islamischen Einfluss ausgesetzt. Nach der Schlacht bei Manzikert im Jahr 1071 errichteten die turkstämmigen Rum-Seldschuken ein eigenes Sultanat in Zentralanatolien. Dort nahmen die ersten Strukturen eines islamischen Staatsgebildes in Anatolien ihren Anfang.
Ertuğrul Gazi, ein oghusischer Clanführer und der Vater Osmans I. (dem späteren Begründer der Dynastie der Osmanen), herrschte über ein Grenzfürstentum in Konya. Als sogenannter Uc-Bey (Herrscher einer Grenzmark) nahm Ertuğrul am Ghazw teil und führte damit  „für die Sache Gottes“ Raub- und Kriegszüge gegen seine christlichen Nachbarn. Der Islam wurde im Mittelalter als Grundlage für die islamische Expansion gegen christliche Gebiete verwendet. Diese Politik führte sein Sohn Osman fort.

### Islam im Osmanischen Weltreich

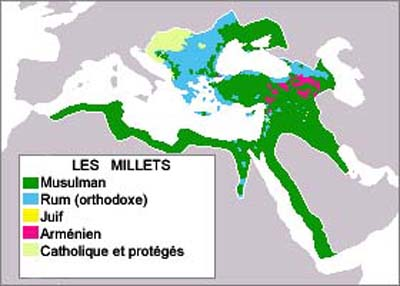
Religionsverteilung im Osmanischem Reich zur Zeit seiner größten Ausdehnung (um 1580)

1299 erklärte Osman Gazi sein Herrschaftsgebiet für unabhängig und rief sich zugleich zum Emir aus, was nach islamischer Rechtsauffassung nur unabhängigen Herrschern zusteht. In den nächsten 150 Jahren gelang es den Osmanen ein Reich bis in den Südosten Europas aufzubauen. Dies führte insbesondere zu einer, bis heute spürbarbaren, Prägung dieser Region durch den Islam.
Die einst größte orthodoxe Kathedrale Hagia Sophia (auch Sophienkirche genannt) wurde nach der Eroberung Konstantinopels 1453 zu einer sunnitisch-islamischen Moschee, viele Söhne christlicher Familien wurden durch die Knabenlese zwangsrekrutiert und zum Islam bekehrt.
Durch die Expansion in den Westen wuchs der Anteil der christlichen Bevölkerung massiv an, was die Sultane veranlasste, das Millet-System einzuführen, womit es der nicht-muslimischen Bevölkerung ermöglicht wurde, für Sondersteuern einen gewissen Grad an Autonomie zu bewahren.
Generell galt das Osmanische Reich religiösen Minderheiten gegenüber als tolerant. So wurde es Juden ermöglicht, die 1492 in Spanien vor die Wahl gestellt wurden zu konvertieren oder das Land zu verlassen, ins Osmanische Reich zu siedeln, wo sie ihren Glauben behalten und diesen frei ausleben durften. Es wurde viel mehr der wirtschaftliche und politische Nutzen eines multireligiösen Zusammenhalt gesehen.

#### Auswirkungen
Trotz der Toleranz kam es jedoch zu Konvertierungskampanien insbesondere im europäischen Teil des Staates, die unterschiedlich starke Wirkung zeigten. Am deutlichsten spürbar ist dies bis heute in Ländern wie Albanien, Kosovo und Bosnien-Herzegovina, die alle einen Großen Prozentsatz an Muslimen in der Bevölkerung haben. Auch auf geographischer Ebene ist das Erbe des islamischen Einfluss auf die Geschichte Südosteuropas bis in die heutige Zeit erhalten geblieben, so leitet sich zum Beispiel der Name des höchsten Bergs Bulgariens, der Musala, von der muslimischen Redewendung Maşallah (Gottes Lob) ab.

#### Türkische Ansiedlung
Ein weiteres Vorgehen zur Verbreitung des Islams war die Ansiedlung sunnitischer Türken ab dem späten 14. Jahrhundert, die heute noch Minderheiten in Ländern wie Griechenland, Bulgarien und Rumänien stellen. In allen größeren Städten siedelten sich osmanische Beamte und Soldaten an, die zur Beherrschung der eroberten Gebiete benötigt wurden. Zusätzlich kamen muslimische Geistliche hinzu, die auch für die Verbreitung des Islam unter der alteingesessenen Bevölkerung forcierten. Zu den weiteren Siedlern zählten auch Kaufleute, die sich im Balkanhandel engagierten und Handwerker, die sich in den neuen Provinzen einen wirtschaftlichen Aufstieg erhofften. Die Chancen dafür standen gut, da sie als Muslime rechtlich und steuerlich bevorzugt wurden. In den rumelischen Kernländern Thrakien und Makedonien siedelten sich insbesondere Türken auch auf dem Land in großer Menge an. Zum einen kamen Nomaden aus Kleinasien, die von der Viehhaltung lebten, noch größer war die Zahl der türkischen Bauern, die in den Ländern am Nordrand der Ägäis ansässig wurden. Türkische Bauern siedelten sich auch in der Dobrudscha an.

## Religionen und Konfessionen im Osmanischen Reich

Handelsflagge von muslimischen Händlern

### Islam
Der sunnitische Islam, zu dem sich die osmanischen Sultane und davor die türkischen Clanführer bekannten, galt in Sachen Wirtschaft und Politik als wegweisende Religion dieses Staatswesen und etablierte sich mit der Zeit zur Staatsreligion des Osmanischen Reichs. Neben den Sunniten existierten auch andere muslimische Glaubensgemeinschaften wie die Aleviten, diese standen jedoch außerhalb des Milet-Systems. Unter Sultan Selim I. „der Gestrenge“ wurde die Verfolgung der Aleviten eingeleitet. Aber auch andere Strömungen im Islam wurden als häretisch betrachtet, was zur Verfolgung und sogar zu Massakern führte. Zu den verfolgten Muslimen zählten ebenfalls die Ismailiten, Alawiten und Schiiten.

### Christentum

Handelsflagge von christlich-orthodoxen Händlern

Da das Osmanische Reich im Verlauf der Jahrhunderte sich defacto das gesamte Territorium des Byzantinischen Reichs, zusammen mit dessen Bevölkerung einverleibte, bekannte sich dementsprechend die christliche Minderheit zu einem sehr großen Anteil zum orthodoxen Christentum. Die Gegenden im osmanischem Herrschaftsgebiet in dem die orthodoxe Kirche besonders stark vertreten war, waren gleichzeitig die Gegenden mit überwiegend griechischer, pontischer, bulgarischer, südslawischer (außer den Bosniern), rumänischer und georgischer Bevölkerungsmehrheit. Diese Bevölkerungsgruppen und somit der Anteil der orthodox-christlichen Bevölkerung waren vom Norden, Westen bis in den Osten des Staates ansässig und machten nicht selten den Großteil der Bevölkerung in den Provinzen aus, womit es für die Osmanen unausweichlich war sich mit dieser Tatsache auseinanderzusetzen. Des weiteren gehörte ein kleinerer christlicher Anteil im armenischen Siedlungsgebiet, die der armenisch-apostolischen- und armenisch-katholischen Kirche angehörten, zu den Gesamtchristen im Osmanischen Reich. Für eine kurze Periode stand ein großer Teil Ungarns unter osmanischer Herrschaft. In diesem Gebiet bestand die Bevölkerung überwiegend aus katholische Christen und im Ostteil zu Calvinisten.

Handelsflagge von jüdischen Händlern

In der zweiten Hälfte des 19. Jahrhunderts kam mit den Bosporus-Deutschen eine weitere christliche Bevölkerungsgruppe, auch wenn mit verhältnismäßig geringem Prozentanteil, zu der christlichen Minderheit dazu. Die eingewanderten Deutschen waren überwiegend Protestanten aber auch unter anderem Katholiken.

### Judentum
Der größte Anteil der osmanischen Juden machten die ursprünglich aus Spanien und Portugal stammenden Sepharden aus. Neben diesen waren auch die Krimtschaken, Chasaren und Karäer von Bedeutung. Die ältesten Juden waren die einheimisch griechisch-sprachigen Romanioten.
Sultan Bayezid II. ließ zur Zeiten seiner Amtszeit ein Dekret veröffentlichen, in dem die Juden in seinem Reich willkommen geheißen wurden. Daraufhin wanderte eine große Zahl der iberischen Juden ins Osmanische Reich aus. Die Juden galten grundsätzlich als von der muslimischen Bevölkerung akzeptierte und gesellschaftlich integrierte religiöse Minderheit.
Ein bekannter Vertreter dieser Gruppe war der aus dem heutigen Portugal stammende Jude Joseph Nasi der als Diplomat, Bankier und Finanzexperte am Hof der Sultane Süleyman I. und Selim II. diente. Von letzterem wurde er zum Herzog (Duca) von Naxos, den Kykladen und zum Herrn von Tiberias in Palästina ernannt, wo er Juden ansiedeln wollte.

### Jesidentum
Neben den drei abrahamitischen Religionen Islam, Christentum und Judentum waren auch das Jesidentum im Osmanischem Reich vertreten. Jedoch waren die kurdisch-sprachigen Jesiden nicht Teil des Millet-Systems und wurden daher als Religionsgemeinschaft nicht anerkannt. Sie standen in der sozialen Hierarchie hinter den Christen und Juden. Immer wieder gab es Versuche, die Jesiden zum Islam zu bekehren. Unter Sultan Abdülhamid II. verschlechterte sich die Situation ab 1876 dramatisch. Ein umstrittener Erlass, der Jesiden zum Militärdienst verpflichtete, wurde wieder in Kraft gesetzt, und es wurden Steuerforderungen erhoben, die bei einer Bekehrung zum Islam erlassen werden sollten. Dennoch kam es häufig zu Massakern an den Jesiden durch osmanische Truppen, die von den Jesiden als Farmān bezeichnet werden. Jesiden, die dem Druck nachgaben und zum Islam konvertierten, wurden aus ihrer eigenen Gemeinschaft ausgeschlossen.
Im Jahr 1892 entsandte der Sultan einen Sondergesandten mit dem Ziel, die Jesiden notfalls gewaltsam zum Islam zu bekehren. Dies führte zu Kämpfen und Massakern an den Jesiden. Im Jahr 1894 wurden während der hauptsächlich gegen Armenier und Christen gerichteten Massaker auch Tausende von Jesiden von osmanischen Soldaten getötet.